# Markus Tillmanns
Markus Tillmanns (* 1975 in Nettetal) ist ein deutscher Autor von Fantasy- und Kriminalromanen.

## Leben
Markus Tillmanns studierte zunächst Germanistik und Philosophie. Inzwischen ist er Studienrat an einem Gymnasium, weswegen er auch den Posten als Vorsitzender der Fraktion der Grünen im Nettetaler Stadtteil Lobberich aufgab.
Nachdem er den 1. Platz in einem Kurzgeschichten-Wettbewerb des Heyne-Verlages gewann, schrieb er seinen ersten Fantasy-Roman Das Daimonicon, der in der Welt des Schwarzen Auges spielt. Gleich auf Anhieb erhielt der Autor für den 2003 erschienenen Aventurien-Roman als Dritter den Deutschen Phantastik Preis 2003 in der Kategorie Bester Roman Debüt/national. Im folgenden Jahr machte er sich sein Philosophiestudium zunutze und brachte den in der Antike spielenden Kriminalroman Sokrates und der Mörder der Mysterien heraus. Dieser spielt im Athen des Jahres 406 vor Christus, der Philosoph Sokrates soll einen Mord mit Hilfe seines Schülers Platon aufklären. Inzwischen stammen noch zwei weitere Fantasyromane mit „kriminalistischem“ Einschlag aus seiner Feder.
2015 gewann er den Selfpublishing-Wettbewerb der größten deutschen Fantasy-Zeitschrift Nautilus mit seinem Urban-Fantasy-Roman „Teufel: Fantasy-Thriller“.
Derzeit unterrichtet er Deutsch am Maria-Sibylla-Merian Gymnasium in Krefeld.

## Werke
Das Schwarze Auge
- Maraskengift (Das Schwarze Auge; 88). Fantasy Productions, Erkrath 2005, ISBN 3-89064-457-0.
- Todgeweiht (Das Schwarze Auge; 86). Fantasy Productions, Erkrath 2005, ISBN 3-89064-523-2.
- Das Daimonicon (Das Schwarze Auge; 69). Heyne, München 2002, ISBN 3-453-86163-9.

Superhelden-Romane
- Geburt eines Helden (Basaltblitz 1). 2015, ISBN 978-1-5170-4367-4
- Monsterjagd (Basaltblitz 2). 2015, ISBN 978-1-5176-7312-3
- Blutmond (Basaltblitz 3). 2015, (in Vorbereitung)

Die Luzifer-Chroniken
- Teufel: Fantasy-Thriller. 2014, ISBN 978-1-5031-5213-7
- Engel des Todes. 2015, ISBN 978-1-5123-6676-1
- Die Rache Gottes. 2015, ISBN 978-1-5152-6521-4

Weitere Fantasy-Romane
- Der Nachtelf.  Koios Verlag, Wien 2014, ISBN 978-3-902837-19-6.

Kriminalromane
- Sokrates und der Mörder der Mysterien. Historischer Kriminalroman. Fischer Verlag, Aachen 2003, ISBN 3-89514-426-6.
- Tödliche Verse. Ein Weimar-Krimi. Mitteldeutscher Verlag, Halle/Saale 2006, ISBN 978-3-89812-396-9.

Sachbücher
- Kindle Unlimited - Lohnt sich das? Kindle Direct Publishing 2014